# Freiburg/Elbe
Freiburg/Elbe (dolnoniem. Freeborg) – gmina (niem. Flecken) w Niemczech, w kraju związkowym Dolna Saksonia, w powiecie Stade nad dolną Łabą, siedziba gminy zbiorowej Nordkehdingen.